# Sceloporus maculosus
Sceloporus maculosus este o specie de șopârle din genul Sceloporus, familia Phrynosomatidae, descrisă de Smith 1934. A fost clasificată de IUCN ca specie vulnerabilă. Conform Catalogue of Life specia Sceloporus maculosus nu are subspecii cunoscute.